# Fusinus africanae
Espèce
Synonymes
- Fusus africanae Barnard, 1959[1]

Fusinus africanae est une espèce de mollusques gastéropodes marins de la famille des Fasciolariidae.

## Systématique
L'espèce Fusinus africanae a été décrite par Keppel Harcourt Barnard en 1959 sous le protonyme de Fusus africanae.

## Publication originale
- (en) K. H. Barnard, « Contributions to the knowledge of South African marine Mollusca. Part II, Gastropoda: Prosobrancbia: Rhachiglossa », Annals of the South African Museum, Le Cap, Inconnu, vol. 45, no 1,‎ 1959, p. 1-237 (ISSN 0303-2515, OCLC 1647291, lire en ligne).